# Лук’яновка (Нижньогородська область)
Лук’яновка (рос. Лукьяновка) — присілок в Краснооктябрському районі Нижньогородської області Російської Федерації.
Населення становить 38 осіб. Входить до складу муніципального утворення Краснооктябрський округ.

## Історія
До травня 2022 року входило до складу муніципального утворення Салганська сільрада.

## Населення
| 2002 | 2010 |
| ---- | ---- |
| 62   | ↘38  |